# Tribus des îles Loyauté
Les îles Loyauté sont subdivisées en trois communes pour les trois îles principales. Chaque commune est découpée en plusieurs districts coutumiers, formant des tribus ou des villages.

## Ouvéa
Ouvéa - Aire coutumière Iaai
| Districts coutumiers | Tribus |
| -------------------- | --- |
| Fayaoué              | Banoutr, Fayaoué, Guei, Nanéméhu, Nimaha, Ognahut, Ouassadieu, Ouenghé, Ouloup-St Gabriel, Wakat, Wadrilla |
| Mouli                | Fayava, Lekine, Mouli                                                                                      |
| Imone                | Gossanah                                                                                                   |
| Saint Joseph         | Eot-St Joseph, Ognat-Saint Thomas, Téouta-Ounes, Weneki                                                    |
| Takedji              | Takedji |

## Lifou
Lifou - Aire coutumière Drehu
| Districts coutumiers | Tribus |
| -------------------- | --- |
| Wetr                 | Luecila, Hnapalu, Ciole, Hnathalo, Nang, Kumo, Saint Paul, Tingeting, Doking, Hnacaom, Mucaweng, Xepenehe, Easo, Siloam, Hunetë, Hanawa, Hnanemuaetra |
| Gaica                | Wedrumel, Drueulu, Hapetra, Qanono |
| Lösi                 | Hnase, Traput, Jozip, Hnaeu, Wassany, Inagoj, Luengöni, Joj, Mu, Xodrë, Hunöj, Hmelek, Thuahaik, Kejëny, Hnadro                                       |

Note : La graphie donnée ci-dessus est celle adoptée par la plupart des locuteurs lifou

## Maré
Maré - Aire coutumière Nengone
| Districts coutumiers | Tribus                                                                                                   |
| -------------------- | --- |
| Guahma               | Mebuet, Nece, Tuo, Padawa, Hnawayace,Wakuarory, Roh, Tenane, Thogone, Cadralo, Menaku, Limite, Kaewatine |
| Pénélo               | Cuaden, Kurine, Patho, Pénélo                                                                            |
| La Roche             | Atha, Ceni, Hnainèdre, La Roche, Rawa, Peyece                                                            |
| Tadine               | Cengeite, Tadine                                                                                         |
| Tawainèdre           | Hnadide, Tawainèdre, Wakone                                                                              |
| Eni                  | Eni |
| Medu                 | Medu |
| Wabao                | Wabao |

## Sources
- Portrait de votre tribu sur le site de l'ISEE